# Altinote byzia
Altinote byzia är en fjärilsart som beskrevs av William Chapman Hewitson 1874. Altinote byzia ingår i släktet Altinote och familjen praktfjärilar. Inga underarter finns listade i Catalogue of Life.